# Piranga
Piranga – rodzaj ptaków z rodziny kardynałów (Cardinalidae).

## Występowanie
Rodzaj obejmuje gatunki występujące w Ameryce.

## Morfologia
Długość ciała 13–19 cm, masa ciała 13–48,4 g.

## Systematyka

### Etymologia
Nazwa rodzajowa pochodzi od słowa Piranga oznaczającego w języku guarani „czerwony (ptak)”, nazwa dla małego ptaka, zięby lub tanagry.

### Podział systematyczny
Do rodzaju należą następujące gatunki:
- Piranga erythrocephala (Swainson, 1827) – piranga czerwonogłowa
- Piranga rubriceps G.R. Gray, 1844 – piranga żółtobrzucha
- Piranga leucoptera Trudeau, 1840 – piranga białoskrzydła
- Piranga roseogularis S. Cabot, 1846 – piranga różowogardła
- Piranga olivacea (J.F. Gmelin, 1789) – piranga szkarłatna
- Piranga bidentata Swainson, 1827 – piranga ognista
- Piranga ludoviciana (A. Wilson, 1811) – piranga żółtorzytna
- Piranga rubra (Linnaeus, 1758) – piranga pąsowa
- Piranga flava (Vieillot, 1822) – piranga cynobrowa